# Spirama modesta
Spirama modesta là một loài bướm đêm trong họ Erebidae.